# San Francisco (Paita)
San Francisco es una localidad peruana ubicada en el distrito de Amotape, perteneciente a la provincia de Paita del departamento de Piura, al norte del Perú. 

## Ubicación
San Francisco se ubica al norte de la provincia de Paita, en el distrito de Amotape, en el departamento de Piura. 

## Demografía
En 2017 San Francisco tenía una población de 5 habitantes.